# جو كونينغهام
جو كونينغهام (بالإنجليزية: Joe Cunningham)‏ هو سياسي أمريكي، ولد في 26 مايو 1982 في كنتاكي في الولايات المتحدة. حزبياً، نشط في الحزب الديمقراطي.

## وصلات خارجية
- الموقع الرسمي